# Jarošovský pivovar
Jarošovský pivovar fungoval v obci Jarošov. Do povědomí široké veřejnosti se dostal roku 1994 díky písni Jarošovský pivovar od skupiny Argema. V provozu byl do konce roku 1997, od února 2017 funguje asi 600 metrů od něj, v budově bývalé dřevovýrobny, nový stejnojmenný minipivovar.

## Historie
Pivovar vznikl roku 1688 díky měšťanům z Uherského Hradiště. V průběhu následujících let znamenal pro Jarošov největší zdroj příjmů. Kolem roku 1788 se však začaly hromadit stížnosti správců a sládka na opotřebovaný materiál a špatný stav sudů. Nejdále tyto stížnosti dotáhl sládek Jan Buchta, který si také stěžoval na kvalitu surovin. Díky tomu byla provedena řada nejnutnějších oprav, ale zároveň došlo ke snížení zisků. Proto bylo v roce 1814 rozhodnuto o jeho pronájmu. Postupně se však stával pro město přítěží a roku 1869 jej odkoupil Salomon Braun z Uherského Ostrohu. V té době patřil pivovar k moderním a součástí byla také sladovna, palírna kořalky, šenkovna a výrobna kvasnic. K pivovaru byl navíc přistavěny byty pro sládka a bednáře.
Za vlastnictví Braunů došlo v letech 1880–1910 k další výstavbě budov a k modernizaci zařízení. V roce 1900 získalo místní pivo zlatou medaili na Světové výstavě v Paříži. Velice kvalitní byl i zdejší slad. Díky vysoké kvalitě došlo k rozšíření piva do zahraničí a ke krachu některých okolních pivovarů (např. Hodonín, Napajedla). Zkrachovalé pivovary následně Braunové odkoupili a většinou zastavili provoz. Jedinou výjimku udělali u pivovaru Napajedla, kde nechali sladovnu v provozu až do roku 1931. Během první světové války došlo k útlumu ve výrobě piva, ale po válce se podařilo dostat pivovar mezi šest největších pivovarů na Moravě.
V roce 1939 však Braunovi museli republiku opustit a pivovar narychlo prodali. V roce 1940 však byla smlouva označena za neplatnou a pivovar zkonfiskován jako židovský majetek. Během druhé světové války pivovar často měnil majitele. Jedním z nich byl také podnikatel Erich Blume, který nechal areál zmodernizovat. Ke konci války nechal důležité části strojů vymontovat a vyřadit tím pivovar z provozu. Českým zaměstnancům se je však podařilo ukrýt a dne 16. května 1945 byl provoz pivovaru znovu zahájen. Ze začátku se k výrobě využíval cukr z vybombardovaného cukrovaru v Břeclavi. Pivovar po válce prosperoval, ovšem vysoká výroba se negativně projevila na kvalitě piva.

## Pivovar po roce 1989
Po roce 1989 se pivovar v Jarošově prosazoval na trhu stále hůře. V červenci 1997 bylo rozhodnuto o prodeji pivovaru jako části společnosti Pivovary a sodovkárny Brno a.s. Ačkoliv bylo hodně zájemců, žádná jednání se nepodařila dotáhnout do úplného konce. Pivovar se následně dostával do dluhů a v říjnu 1997 byl podruhé na prodej. Ani tentokrát nebyl prodej úspěšný, proto se majitelé rozhodli k zastavení výroby piva. Postupně došlo k propouštění zaměstnanců a dne 31. prosince 1997 byl pivovar uzavřen. 
V roce 2008 byl společně s dalšími pivovary sítě Drinks Union zakoupen skupinou Heineken. Na jaře roku 2012 se jej firma Heineken, které areál bývalého pivovaru patří, rozhodla prodat. V červnu se do obchodu rozhodlo zapojit i město Uherské Hradiště. Podle vyjádření místostarosty města Stanislava Blahy nabídlo vedení města 5 milionů korun. Pokud by jej získalo, chtělo by areál otevřít veřejnosti a zlepšit tak propojení jednotlivých částí Jarošova. O osudu pivovaru se mělo rozhodnout v lednu 2013. Město ale nakonec nebylo schopno nabídnout společnosti Heineken takovou kupní cenu, jakou si představovala. Pivovar koupil v listopadu 2013 podnikatel Radislav Vymyslický, majitel nedaleko sídlící společnosti Vymyslický výtahy. V prosinci 2013 byla v objektu plánována výrobna výtahů. Dle fotomap serveru mapy.cz z roku 2021 byly zbourány nejméně 2 budovy.
Od společnosti Výtahy Vymyslický v roce 2021 koupila společnost EL-ENG s.r.o. Na počátku roku 2024 byla zahájena demolice všech budov v areálu historického pivovaru. Na takto získaných pozemcích je plánována výstavba bytových domů, obchodů a dalších služeb. 
21. října 2015 byla bývalým ředitelem pivovaru Miroslavem Haraštou založena společnost Jarošovský pivovar, a.s., která v budově bývalé dřevovýroby Ton na adrese Pivovarská 303 na konci září 2016 otevřela nástupce pivovaru a vaří některé druhy piva dle původních receptur. První várku piva uvařil "nový" Jarošovský pivovar ve vlastních prostorách dne 6.2.2017. Jíž několik měsíců předtím si nechával vařit své pivo ve Znojemském pivovaru. Na pozici sládka a managera vystřídala v lednu 2021 Miroslava Haraštu Veronika Mandová. Pivovar se dnes věnuje hořkému světlému ležáku a příležitostným speciálům.
Značky
- Jarošovská 10°
- Jarošovský Šohaj 14°
- Jarošovský ležák 12°
- Slovácký klas 11°
- Rochus
- Solomon Braun (1995–1997)
- Prvoligová jedenáctka (1995–1997)
- Argema
- Classic (na export)
- Premium (na export)
- Bingo (na export do Německa)